# Mesanthura adrianae
Mesanthura adrianae is een pissebed uit de familie Anthuridae. De wetenschappelijke naam van de soort is voor het eerst geldig gepubliceerd in 1999 door Negoescu.